# Deep Sea: Il mondo sommerso
Deep Sea: Il mondo sommerso (Deep Sea 3D) è un mediometraggio documentario del 2006 diretto da Howard Hall e narrato da Johnny Depp e Kate Winslet.

## Trama
Il documentario descrive l'ecosistema dell'oceano e la sua fauna che comprende pesci rari, calamari, razze e meduse, in particolare al largo delle coste della bassa California, dei Caraibi e della Carolina del Nord.